# Oxymycterus paramensis
Oxymycterus paramensis är en däggdjursart som beskrevs av Thomas 1902. Oxymycterus paramensis ingår i släktet grävmöss och familjen hamsterartade gnagare. IUCN kategoriserar arten globalt som livskraftig. Inga underarter finns listade i Catalogue of Life.
Denna gnagare förekommer i Sydamerika i Anderna från södra Peru över Bolivia till norra Argentina. Arten lever i regioner som ligger 700 till 4000 meter över havet. Habitatet utgörs av bergsskogar, bland annat med träd av släktet Polylepis eller molnskogar med många epifyter.
Individerna kan vara aktiva på dagen och på natten. De äter insekter och maskar som de gräver fram med sina långa klor.